# Caso oblíquo
O caso oblíquo ou caso objetivo é uma classificação de caso gramatical, usada genericamente para qualquer caso que não seja o nominativo em idiomas que expressam função gramatical mediante flexão. O termo caso objetivo é frequentemente utilizado por gramáticos da língua inglesa para descreverem as marcações remanescentes no idioma (e.g. him, whom, her), derivadas do acusativo e dativo do inglês antigo ao longo do período médio. O francês antigo e o occitano antigo tiveram desenvolvimentos semelhantes a partir do latim, hoje chamados de caso regime.

## Em português
Em português, existem os seguintes pronomes pessoais do caso oblíquo, contrastados com os nominativos chamados de "caso reto".
| Caso reto | Caso oblíquo  | Caso oblíquo  | Caso oblíquo    | Caso oblíquo   |
| Caso reto | Oblíquo átono | Oblíquo átono | Oblíquo tônico  | Oblíquo tônico |
| --------- | ------------- | ------------- | --------------- | -------------- |
| eu        | me            | me            | mim             | comigo         |
| tu        | te            | te            | ti              | contigo        |
| ele       | o             | ele, lhe      | ele             | consigo        |
| ele       | se            | se            | si              | consigo        |
| ela       | a             | ela, lhe      | ela             | consigo        |
| ela       | se            | se            | si              | consigo        |
| nós       | nos           | nos           | nós             | conosco        |
| vós       | vos           | vos           | vós             | convosco       |
| eles      | os            | eles, lhes    | eles            | consigo        |
| eles      | se            | se            | si              | consigo        |
| elas      | as            | elas, lhes    | elas            | consigo        |
| elas      | se            | se            | si              | consigo        |
| Função:   | Objeto direto | Dativo        | Objeto indireto | Comitativo     |

Os pronomes oblíquos átonos "me", "te", "nos", "vos", "o", "os", "a", "as" e "se" indicam o objeto direto e seguem regras de colocação pronominal para determinar  sua colocação em relação ao verbo.
Os pronomes oblíquos tônicos "mim", "ti", "nós", "vós", "ele", "eles", "ela", "elas" e "si" são usados a seguir de qualquer preposição, exceto "com".
Os pronomes oblíquos tônicos "comigo", "contigo", "conosco", "convosco" e "consigo" indicam o caso comitativo, substituindo o uso da preposição com.
A diferença entre "se" e "si" com os demais pronomes é simples: enquanto "si" e "se" indicam voz reflexiva, "o", "a", "os", "as", "lhe" e "lhes" indicam ação ativa ou passiva.

### Contrações dos átonos
Oblíquos átonos podem ser usados simultaneamente, sendo, dessa forma
|    | me  | te  | lhe  | nos    | vos    | lhes    |
| -- | --- | --- | ---- | ------ | ------ | ------- |
| o  | mo  | to  | lho  | no-lo  | vo-lo  | lhe-lo  |
| a  | ma  | ta  | lha  | no-la  | vo-la  | lhe-la  |
| os | mos | tos | lhos | no-los | vo-los | lhe-los |
| as | mas | tas | lhas | no-las | vo-las | lhe-las |